# Rhopalizus suturalis
Rhopalizus suturalis là một loài bọ cánh cứng trong họ Cerambycidae.